# Jeļena Ostapenko
Jeļena Ostapenko (* 8. Juni 1997 in Riga), auch bekannt als Aļona Ostapenko, ist eine lettische Tennisspielerin. 2017 gewann sie als Ungesetzte den Titel bei den French Open.

## Karriere
Jeļena Ostapenko, die unter der Anleitung ihrer Mutter im Alter von fünf Jahren mit dem Tennisspielen begann, gehörte bereits als Juniorin zu den Besten ihres Jahrgangs. 2014 gewann sie nach einem Dreisatzerfolg gegen Kristína Schmiedlová den Juniorinnenwettbewerb von Wimbledon und rückte anschließend in der Junioren-Tennisweltrangliste auf Platz zwei nach vorne. Im gleichen Jahr gewann sie mit ihrer Partnerin Akvilė Paražinskaitė aus Litauen bei den Olympischen Jugend-Sommerspielen 2014 die Bronzemedaille im Doppel; im Einzel schied sie im Achtelfinale aus.
Bereits 2012 trat sie erstmals bei Turnieren auf der ITF Women’s World Tennis Tour an und gewann noch im selben Jahr ihren ersten Profititel, auf den bis 2015 fünf weitere folgten. 2014 debütierte sie in Taschkent erstmals im Hauptfeld eines WTA-Turniers, nachdem sie vom Veranstalter eine Wildcard erhalten hatte. In der ersten Runde schlug sie Shahar Peer, bevor sie sich im darauffolgenden Match Xenija Perwak geschlagen geben musste. Nachdem sie Anfang 2015 in St. Petersburg bei einem ITF-Turnier der $50.000-Kategorie ihren bis dahin größten Titel hatte erringen können, stand sie bei den French Open erstmals in der Qualifikation eines Grand-Slam-Turniers, scheiterte dort jedoch bereits zum Auftakt. Als amtierende Juniorensiegerin durfte sie im Anschluss in Wimbledon in der Hauptrunde an den Start gehen und erzielte dort in der ersten Runde gegen Carla Suárez Navarro ihren ersten Sieg gegen eine Spielerin aus den Top 10 der Tennisweltrangliste. Wie auch bei den US Open 2015, für die sich erfolgreich qualifizierte, schied sie in der zweiten Runde aus. Zum Saisonende erreichte sie in Québec ihr erstes Endspiel auf der WTA-Tour, das sie gegen Annika Beck verlor. Trotzdem konnte sie die Saison erstmals unter den Top 100 der Welt beenden.
Anfang 2016 überraschte Ostapenko mit dem Finaleinzug beim Premier-Turnier von Doha. Nachdem sie in der dritten Runde mit Petra Kvitová zum zweiten Mal eine Top-10-Spielerin ausgeschaltet hatte, scheiterte sie im Endspiel an Carla Suárez Navarro. Anschließend erreichte sie in Katowice das Halbfinale sowie die dritte Runde in Rom. Bei den Olympischen Sommerspielen in Rio de Janeiro schied sie bereits zum Auftakt in drei Sätzen gegen Samantha Stosur aus. Obwohl sie das Jahr mit sechs Niederlagen in Folge abschloss, überwinterte sie erstmals unter den besten 50 der Weltrangliste.

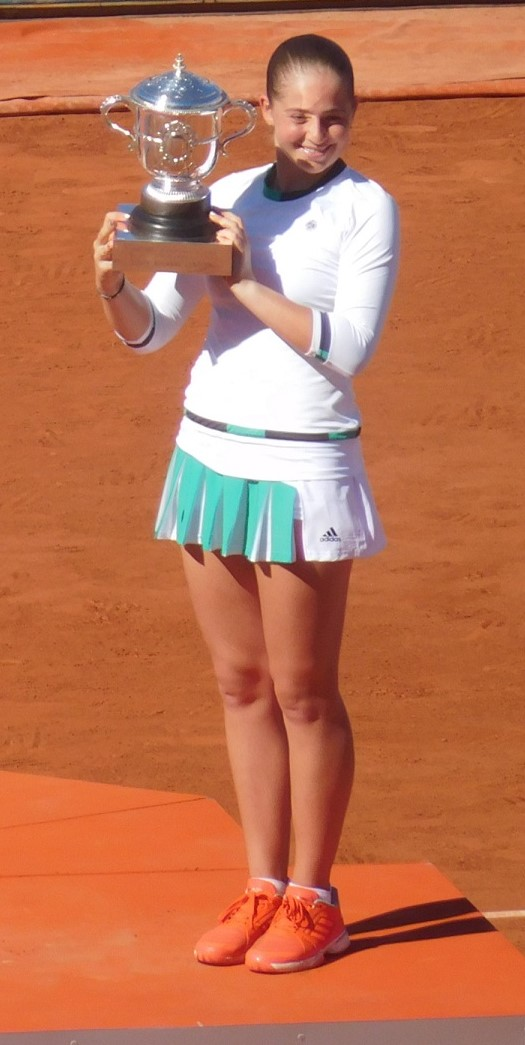
Jeļena Ostapenko mit dem Pokal bei den French Open 2017

Im Jahr 2017 gelang Ostapenko der internationale Durchbruch. Nach dem Erreichen des Halbfinals in Auckland sowie der dritten Runde bei den Australian Open, rückte sie in Charleston in ihr drittes WTA-Endspiel vor, in dem sie erneut, diesmal gegen Darja Kassatkina unterlag. Im Doppel errang sie an der Seite von Alicja Rosolska in St. Petersburg ihren ersten WTA-Titel, auf den in Stuttgart zusammen mit Raquel Atawo ihr zweiter folgte. Der große Triumph folgte dann in Paris, wo Ostapenko als jüngste Endspielteilnehmerin bei einem Grand-Slam-Turnier seit Caroline Wozniacki bei den US Open im Jahr 2009 die French Open gewann. Es war der erste Triumph bei einem Major-Turnier für eine Spielerin aus Lettland sowie der erste French-Open-Sieg für eine ungesetzte Spielerin seit 1983. Ostapenko, die in Paris davor weder im Juniorenbereich noch in der Qualifikation je eine Partie gewinnen konnte, setzte sich im Finale in drei Sätzen gegen Simona Halep durch. Nachdem sie auch in Wimbledon mit einem Sieg über Elina Switolina das Viertelfinale erreicht hatte, in dem sie Venus Williams unterlag, wurde sie erstmals unter den besten 10 der Weltrangliste geführt. Weitere gute Resultate folgten zum Saisonende in Asien, wo sie in Seoul mit einem Sieg über Beatriz Haddad Maia ihren ersten WTA-Titel erzielte und im Anschluss sowohl in Wuhan, wo sie in der Runde der letzten Acht die Weltranglistenerste Garbiñe Muguruza schlug, als auch in Peking bis ins Halbfinale kam. Aufgrund der starken Saison qualifizierte sie sich 2017 zum ersten Mal für die WTA Championships in Singapur, kam dort aber nach zwei Niederlagen gegen Muguruza und Venus Williams nicht über die Gruppenphase hinaus. Im letzten Match gelang ihr dennoch über Karolína Plíšková ihr vierter Top-10-Sieg der Saison, die sie auf Weltranglistenposition sieben beendete. Nach der Saison wurde sie von der WTA zur Aufsteigerin des Jahres gekürt.2017 Zudem gewann sie in ihrer Heimat Lettland die Wahl zur Sportlerin des Jahres.
Nach einem wechselhaften Start ins Jahr 2018 erreichte sie in Miami ihr erstes Endspiel bei einem Turnier der Premier-Mandatory-Kategorie. Auf dem Weg ins Finale, das sie gegen Sloane Stephens verlor, schlug sie unter anderem Petra Kvitová und Elina Switolina. Trotzdem gelang ihr in der Folgewoche mit Platz fünf ihre bislang beste Weltranglistenposition. Im Doppel errang sie gemeinsam mit Gabriela Dabrowski in Dubai ihren dritten WTA-Titel und stieß in Rom bis ins Viertelfinale vor, das sie gegen Marija Scharapowa verlor. Während sie bei den French Open als Titelverteidigerin bereits in der ersten Runde ausschied, kam sie in Wimbledon bis ins Halbfinale, in dem sie erst von der späteren Siegerin Angelique Kerber gestoppt wurde. Abgesehen von jenen starken Einzelergebnissen haderte Ostapenko mit ihrer Konstanz und scheiterte 2018 bei neun Turnierauftritten jeweils in ihrem Auftaktmatch. In New York erreichte sie zum Abschluss des Grand-Slam-Jahres noch einmal die dritte Runde und beendete die Saison auf Rang 22. Bei der WTA Elite Trophy in Zhuhai konnte sie aufgrund einer Verletzung am rechten Handgelenk nicht an den Start gehen.
Bedingt durch die Verletzungsprobleme während der Saisonvorbereitung tat sich Ostapenko 2019 schwer, ihren Rhythmus zu finden. In Melbourne, Paris und London verlor sie in der ersten Runde und fiel daraufhin aus den Top 70 der Weltrangliste heraus. Erfolgreich war sie einzig im Mixed, als sie mit Robert Lindstedt zusammen das Wimbledon-Endspiel erreichte, dort aber Latisha Chan und Ivan Dodig deutlich unterlagen. Erst zur zweiten Saisonhälfte besserten sich ihre Ergebnisse wieder. Beim Rogers Cup in Toronto sowie bei den US Open erreichte sie jeweils die dritte Runde, in Peking errang sie gegen Karolína Plíšková ihren mittlerweile zehnten Sieg gegen eine Top-10-Spielerin. Im Doppel konnte sie an der Seite von Ljudmyla Kitschenok bei den French Open sowie den US Open ins Viertelfinale vorstoßen und schloss die Saison auf Platz 22 in der Doppelweltrangliste ab. Ihre besten Leistungen im Einzel erzielte Ostapenko jedoch zum Saisonende, als sie nacheinander das Endspiel in Linz erreichte, das sie gegen Cori Gauff verlor, und im Anschluss bei den Luxembourg Open im Finale mit einem Erfolg über Julia Görges ihren insgesamt dritten Titel auf WTA-Ebene gewann. Dank ihres Saisonendspurts beendete sie das Jahr zum vierten Mal in Serie unter den weltbesten 50 Spielerinnen.
Während der Eröffnungsfeier der Olympischen Sommerspiele 2020 war sie gemeinsam mit dem Basketballspieler Agnis Čavars die Fahnenträgerin ihrer Nation.
2013 gab Ostapenko beim 3:0-Erfolg über Finnland ihren Einstand für die lettische Fed-Cup-Mannschaft. Seitdem hat sie für ihr Land 30 Begegnungen bestritten, bei denen sie 35 Siege feiern konnte (Einzelbilanz 21:13). Damit hält sie den Landesrekord für die meisten gewonnenen Partien und die Spitzenposition für die meisten Siege im Einzel.

## Erfolge

### Einzel

#### Turniersiege
| Nr. | Datum              | Turnier        | Kategorie         | Belag             | Finalgegnerin          | Ergebnis       |
| --- | ------------------ | -------------- | ----------------- | ----------------- | ---------------------- | -------------- |
| 1.  | 4. November 2012   | Stockholm      | ITF $10.000       | Hartplatz (Halle) | Ellen Allgurin         | 6:1, 6:3       |
| 2.  | 23. Februar 2013   | Helsingborg    | ITF $10.000       | Teppich (Halle)   | Ellen Allgurin         | 6:2, 7:63      |
| 3.  | 17. November 2013  | Helsinki       | ITF $10.000       | Hartplatz (Halle) | Susanne Celik          | 7:5, 4:6, 7:5  |
| 4.  | 13. April 2014     | Pula           | ITF $10.000       | Sand              | Jade Suvrijn           | 7:64, 6:1      |
| 5.  | 27. April 2014     | Pula           | ITF $10.000       | Sand              | Yvonne Cavallé Reimers | 6:2, 7:5       |
| 6.  | 4. Mai 2014        | Pula           | ITF $10.000       | Sand              | Alice Balducci         | 4:6, 7:61, 6:3 |
| 7.  | 1. März 2015       | St. Petersburg | ITF $50.000       | Hartplatz (Halle) | Patricia Maria Țig     | 3:6, 7:5, 6:2  |
| 8.  | 10. Juni 2017      | French Open    | Grand Slam        | Sand              | Simona Halep           | 4:6, 6:4, 6:3  |
| 9.  | 24. September 2017 | Seoul          | WTA International | Hartplatz         | Beatriz Haddad Maia    | 6:75, 6:1, 6:4 |
| 10. | 20. Oktober 2019   | Luxemburg      | WTA International | Hartplatz (Halle) | Julia Görges           | 6:4, 6:1       |
| 11. | 26. Juni 2021      | Eastbourne     | WTA 500           | Rasen             | Anett Kontaveit        | 6:3, 6:3       |
| 12. | 19. Februar 2022   | Dubai          | WTA 500           | Hartplatz         | Weronika Kudermetowa   | 6:4, 6:0       |
| 13. | 25. Juni 2023      | Birmingham     | WTA 250           | Rasen             | Barbora Krejčíková     | 7:68, 6:4      |
| 14. | 13. Januar 2024    | Adelaide       | WTA 500           | Hartplatz         | Darja Kassatkina       | 6:3, 6:2       |
| 15. | 4. Februar 2024    | Linz           | WTA 500           | Hartplatz (Halle) | Jekaterina Alexandrowa | 6:2, 6:3       |
| 16. | 21. April 2025     | Stuttgart      | WTA 500           | Sand (Halle)      | Aryna Sabalenka        | 6:4, 6:3       |

#### Finalteilnahmen
| Nr. | Datum              | Turnier    | Kategorie             | Belag             | Turniersiegerin  | Ergebnis      |
| --- | ------------------ | ---------- | --------------------- | ----------------- | ---------------- | ------------- |
| 1.  | 20. September 2015 | Québec     | WTA International     | Hartplatz         | Annika Beck      | 2:6, 2:6      |
| 2.  | 9. April 2017      | Charleston | WTA Premier           | Hartplatz         | Darja Kassatkina | 3:6, 1:6      |
| 3.  | 31. März 2018      | Miami      | WTA Premier Mandatory | Hartplatz         | Sloane Stephens  | 6:75, 1:6     |
| 4.  | 13. Oktober 2019   | Linz       | WTA International     | Hartplatz (Halle) | Cori Gauff       | 3:6, 6:1, 2:6 |

### Doppel
Turniersiege
| Nr. | Datum             | Turnier                  | Kategorie     | Belag             | Partnerin            | Finalgegnerinnen                           | Ergebnis          |
| --- | ----------------- | ------------------------ | ------------- | ----------------- | -------------------- | ------------------------------------------ | ----------------- |
| 1.  | 27. Oktober 2012  | Stockholm                | $10.000       | Hartplatz (Halle) | Donika Bashota       | Maria Mokh Eva Paalma                      | 7:64, 6:1         |
| 2.  | 18. Februar 2013  | Helsingborg              | $10.000       | Teppich (Halle)   | Ellen Allgurin       | Cornelia Lister Lisanne van Riet           | 6:2, 6:74, [10:7] |
| 3.  | 30. März 2013     | Tallinn                  | ITF $25.000   | Hartplatz (Halle) | Anett Kontaveit      | Ljudmyla Kitschenok Nadija Kitschenok      | 2:6, 7:5, [10:0]  |
| 4.  | 20. Juli 2013     | Imola                    | ITF $25.000   | Teppich           | Ljudmyla Kitschenok  | Katharina Lehnert Alice Matteucci          | 6:4, 3:6, [10:3]  |
| 5.  | 16. November 2013 | Helsinki                 | ITF $10.000   | Hartplatz (Halle) | Eva Paalma           | Quirine Lemoine Martina Přádová            | 6:2, 5:7, [11:9]  |
| 6.  | 12. April 2014    | Santa Margherita di Pula | ITF $10.000   | Sand              | Mana Ayukawa         | Alice Balducci Diana Buzean                | 7:5, 3:6, [10:5]  |
| 7.  | 26. April 2014    | Santa Margherita di Pula | ITF $10.000   | Sand              | Rosalie van der Hoek | Yvonne Cavalle-Reimers Olga Sáez Larra     | 6:1, 2:6, [10:6]  |
| 8.  | 30. Januar 2015   | Andrézieux-Bouthéon      | ITF $25.000   | Hartplatz (Halle) | Gioia Barbieri       | Lesley Kerkhove Ana Vrljić                 | 2:6, 7:64, [10:3] |
| 9.  | 5. Februar 2017   | St. Petersburg           | WTA Premier   | Hartplatz (Halle) | Alicja Rosolska      | Darija Jurak Xenia Knoll                   | 3:6, 6:2, [10:5]  |
| 10. | 30. April 2017    | Stuttgart                | WTA Premier   | Sand (Halle)      | Raquel Atawo         | Abigail Spears Katarina Srebotnik          | 6:4, 6:4          |
| 11. | 18. Februar 2018  | Doha                     | WTA Premier 5 | Hartplatz         | Gabriela Dabrowski   | Andreja Klepač María José Martínez Sánchez | 6:3, 6:3          |
| 12. | 23. Oktober 2021  | Moskau                   | WTA 500       | Hartplatz (Halle) | Kateřina Siniaková   | Nadija Kitschenok Raluca Olaru             | 6:2, 4:6, [10:8]  |
| 13. | 19. Juni 2022     | Birmingham               | WTA 250       | Rasen             | Ljudmyla Kitschenok  | Elise Mertens Zhang Shuai                  | kampflos          |
| 14. | 20. August 2022   | Cincinnati               | WTA 1000      | Hartplatz         | Ljudmyla Kitschenok  | Nicole Melichar-Martinez Ellen Perez       | 7:65, 6:3         |
| 15. | 7. Januar 2024    | Brisbane                 | WTA 500       | Hartplatz         | Ljudmyla Kitschenok  | Greet Minnen Heather Watson                | 7:5, 6:2          |
| 16. | 29. Juni 2024     | Eastbourne               | WTA 500       | Rasen             | Ljudmyla Kitschenok  | Gabriela Dabrowski Erin Routliffe          | 5:7, 7:62, [10:8] |
| 17. | 6. September 2024 | US Open                  | Grand Slam    | Hartplatz         | Ljudmyla Kitschenok  | Kristina Mladenovic Zhang Shuai            | 6:4, 6:3          |
| 18. | 8. Februar 2025   | Abu Dhabi                | WTA 500       | Hartplatz         | Ellen Perez          | Kristina Mladenovic Zhang Shuai            | 6:2, 6:1          |
| 19. | 5. April 2025     | Charleston               | WTA 500       | Sand              | Erin Routliffe       | Caroline Dolehide Desirae Krawczyk         | 6:4, 6:2          |

### Mixed
Finalteilnahmen
| Nr. | Datum         | Turnier   | Belag | Partner          | Finalgegner             | Ergebnis |
| --- | ------------- | --------- | ----- | ---------------- | ----------------------- | -------- |
| 1.  | 14. Juli 2019 | Wimbledon | Rasen | Robert Lindstedt | Latisha Chan Ivan Dodig | 2:6, 3:6 |

## Abschneiden bei Grand-Slam-Turnieren

### Einzel
Die letzte Aktualisierung erfolgte nach dem WTA-Turnier in Eastbourne 2025.
| Turnier                   | 2015             | 2016             | 2017              | 2018              | 2019              | 2020              | 2021              | 2022              | 2023              | 2024      | 2025      | Titel / Teiln. | Titel / Teiln. |
| ------------------------- | ---------------- | ---------------- | ----------------- | ----------------- | ----------------- | ----------------- | ----------------- | ----------------- | ----------------- | --------- | --------- | -------------- | -------------- |
| Australian Open           | –                | 1                | 3                 | 3                 | 1                 | 2                 | 1                 | 3                 | VF                | 3         | 1         | 0 / 10         | 0 / 10         |
| French Open               | Q1               | 1                | S                 | 1                 | 1                 | 3                 | 1                 | 2                 | 2                 | 2         | 3         | 1 / 10         | 1 / 10         |
| Wimbledon                 | 2                | 1                | VF                | HF                | 1                 | n. a.             | 3                 | AF                | 2                 | VF        | 1         | 0 / 10         | 0 / 10         |
| US Open                   | 2                | 1                | 3                 | 3                 | 3                 | –                 | –                 | 1                 | VF                | 1         |           | 0 / 8          | 0 / 8          |
| WTA Finals                | –                | –                | RR                | –                 | –                 | n. a.             | –                 | –                 | –                 | –         |           | 0 / 1          | 0 / 1          |
| Doha                      | a. K.            | F                | a. K.             | 2                 | a. K.             | AF                | a. K.             | HF                | a. K.             | AF        | F         | 0 / 6          | 0 / 6          |
| Dubai                     | –                | a. K.            | 1                 | a. K.             | 1                 | a. K.             | 2                 | a. K.             | AF                | AF        | 1         | 0 / 6          | 0 / 6          |
| Indian Wells              | –                | –                | 2                 | 3                 | 3                 | n. a.             | HF                | 2                 | 3                 | 2         | 2         | 0 / 8          | 0 / 8          |
| Miami                     | –                | Q1               | 1                 | F                 | 2                 | n. a.             | 3                 | 2                 | AF                | 3         | 2         | 0 / 8          | 0 / 8          |
| Madrid                    | –                | 1                | –                 | 1                 | 2                 | n. a.             | 2                 | 1                 | 3                 | AF        | 2         | 0 / 8          | 0 / 8          |
| Rom                       | –                | AF               | 2                 | VF                | 1                 | 1                 | VF                | 1                 | HF                | VF        | AF        | 0 / 10         | 0 / 10         |
| Kanada                    | –                | 1                | 1                 | 1                 | AF                | n. a.             | 1                 | 2                 | 1                 | AF        |           | 0 / 8          | 0 / 8          |
| Cincinnati                | –                | 2                | 1                 | 1                 | 1                 | –                 | AF                | 2                 | 2                 | 2         |           | 0 / 8          | 0 / 8          |
| Guadalajara               | n. a. bzw. a. K. | n. a. bzw. a. K. | n. a. bzw. a. K.  | n. a. bzw. a. K.  | n. a. bzw. a. K.  | n. a. bzw. a. K.  | n. a. bzw. a. K.  | AF                | AF                | a. K.     | a. K.     | 0 / 2          | 0 / 2          |
| Peking                    | –                | 1                | HF                | 2                 | 2                 | nicht ausgetragen | nicht ausgetragen | nicht ausgetragen | VF                | –         |           | 0 / 5          | 0 / 5          |
| Wuhan                     | –                | 1                | HF                | 1                 | –                 | nicht ausgetragen | nicht ausgetragen | nicht ausgetragen | nicht ausgetragen | –         |           | 0 / 3          | 0 / 3          |
| Olympische Spiele         | n. a.            | 1                | nicht ausgetragen | nicht ausgetragen | nicht ausgetragen | nicht ausgetragen | 1                 | n. a.             | n. a.             | 1         | n. a.     | 0 / 3          | 0 / 3          |
| Billie Jean King Cup      | K1               | K1               | K1                | PO                | PO                | PO                | PO                | PO                | –                 | K1        |           | 0 / 8          | 0 / 8          |
| Statistik                 | Statistik        | Statistik        | Statistik         | Statistik         | Statistik         | Statistik         | Statistik         | Statistik         | Statistik         | Statistik | Statistik | S/N            | Sieg%          |
| Gewonnene Titel           | 1                | 0                | 2                 | 0                 | 1                 | 0                 | 1                 | 1                 | 1                 | 2         | 1         | Gesamt: 10     | Gesamt: 10     |
| Gesamt-Siege/-Niederlagen | 46:21            | 21:30            | 50:21             | 28:22             | 26:28             | 9:8               | 32:19             | 33:19             | 37:22             | 31:19     | 16:13     | 329:222        | 60 %           |
| Jahresendposition         | 79               | 44               | 7                 | 22                | 44                | 44                | 28                | 18                | 13                | 15        |           | N/A            | N/A            |

Zeichenerklärung: S = Turniersieg; F, HF, VF, AF = Einzug ins Finale / Halbfinale / Viertelfinale / Achtelfinale; 1, 2, 3 = Ausscheiden in der 1. / 2. / 3. Hauptrunde; KF (kleines Finale) = unterlegen im Spiel um Platz drei; RR = Round Robin (Gruppenphase); n. a. = nicht ausgetragen; a. K. = andere Kategorie; PO (Play-off) = Auf- und Abstiegsrunde im Billie Jean King Cup; K1, K2, K3 = Teilnahme in der Kontinentalgruppe I, II, III im Billie Jean King Cup.
Anmerkung: Diese Statistik berücksichtigt alle Ergebnisse im Einzel bei ITF- und WTA-Turnieren. Als Quelle dient die ITF- und WTA-Seite der Spielerin. Dargestellt sind nur WTA-Turniere der Kategorien Premier Mandatory und Premier 5 (2009–2020) bzw. die WTA-Turniere der Kategorie 1000 (seit 2021).

### Doppel
| Turnier         | 2016 | 2017 | 2018 | 2019 | 2020 | 2021 | 2022 | 2023 | 2024 | 2025 | Karriere |
| --------------- | ---- | ---- | ---- | ---- | ---- | ---- | ---- | ---- | ---- | ---- | -------- |
| Australian Open | 1    | 1    | 1    | 2    | VF   | AF   | 2    | 1    | F    | F    | F        |
| French Open     | 1    | 1    | 1    | VF   | AF   | AF   | HF   | 2    | 2    | 2    | HF       |
| Wimbledon       | AF   | 1    | AF   | 1    |      | 2    | HF   | 1    | VF   | F    | F        |
| US Open         | 2    | 1    | 1    | VF   | —    | —    | AF   | 2    | S    |      | S        |

### Mixed
| Turnier         | 2016 | 2017 | 2018 | 2019 | 2020 | 2021 | 2022 | 2023 | 2024 | 2025 | Karriere |
| --------------- | ---- | ---- | ---- | ---- | ---- | ---- | ---- | ---- | ---- | ---- | -------- |
| Australian Open | —    | —    | —    | —    | AF   | 1    | —    | VF   | —    | 1    | VF       |
| French Open     | —    | 1    | 1    | —    |      | —    | —    | 1    | —    | —    | 1        |
| Wimbledon       | HF   | —    | —    | F    |      | —    | VF   | —    | —    | 1    | F        |
| US Open         | 1    | AF   | —    | —    |      | —    | VF   | —    | —    |      | VF       |

## Auszeichnungen
- WTA Aufsteigerin des Jahres – 2017
- Lettische Sportlerin des Jahres – 2017